# Repêchage d'entrée dans la LNH 1993
Ne pas confondre avec le repêchage d'expansion de la LNH 1993.
1992 1994
Le repêchage d'entrée dans la Ligue nationale de hockey 1993 a lieu le 26 juin au Colisée de Québec à Québec. 264 joueurs furent choisis.
Quelque temps après le repêchage classique, un autre repêchage supplémentaire eut lieu afin de permettre aux franchises de la LNH de choisir des jeunes joueurs de hockey qui ne pouvaient pas participer au repêchage classique.

## Sélections par tour[1],[2],[3]
Les sigles suivants seront utilisés dans les tableaux pour parler des ligues mineures:
- OHL : Ligue de hockey de l'Ontario.
- LHJMQ : Ligue de hockey junior majeur du Québec.
- NCAA : National Collegiate Athletic Association
- WHL : Ligue de hockey de l'ouest
- Extraliga : Championnat de République tchèque de hockey sur glace
- SM-liiga : Championnat de Finlande de hockey sur glace
- Elitserien  : Championnat de Suède de hockey sur glace
- Superliga : Championnat de Russie de hockey sur glace
- DEL : Deutsche Eishockey-Liga, championnat d'Allemagne de hockey sur glace

### 1ertour
| Rang | Joueur           | Nationalité | Équipe LNH             | Repêché de                        |
| ---- | ---------------- | ----------- | ---------------------- | --------------------------------- |
| 1    | Alexandre Daigle | Canada      | Sénateurs d'Ottawa     | Tigres de Victoriaville (LHJMQ)   |
| 2    | Chris Pronger    | Canada      | Whalers de Hartford    | Petes de Peterborough (OHL)       |
| 3    | Chris Gratton    | Canada      | Lightning de Tampa Bay | Frontenacs de Kingston (OHL)      |
| 4    | Paul Kariya      | Canada      | Mighty Ducks d'Anaheim | Black Bears du Maine (NCAA)       |
| 5    | Rob Niedermayer  | Canada      | Panthers de la Floride | Tigers de Medicine Hat (WHL)      |
| 6    | Viktor Kozlov    | Russie      | Sharks de San José     | Dynamo Moscou (Superliga)         |
| 7    | Jason Arnott     | Canada      | Oilers d'Edmonton      | Generals d'Oshawa (OHL)           |
| 8    | Niklas Sundström | Suède       | Rangers de New York    | MODO hockey (Elitserien)          |
| 9    | Todd Harvey      | Canada      | Stars de Dallas        | Red Wings Junior de Détroit (OHL) |
| 10   | Jocelyn Thibault | Canada      | Nordiques de Québec    | Faucons de Sherbrooke (LHJMQ)     |
| 11   | Brendan Witt     | Canada      | Capitals de Washington | Thunderbirds de Seattle (WHL)     |
| 12   | Kenny Jönsson    | Suède       | Maple Leafs de Toronto | Rögle BK (Elitserien)             |
| 13   | Denis Pederson   | Canada      | Devils du New Jersey   | Raiders de Prince Albert (WHL)    |
| 14   | Adam Deadmarsh   | États-Unis  | Nordiques de Québec    | Winter Hawks de Portland (WHL)    |
| 15   | Mats Lindgren    | Suède       | Jets de Winnipeg       | Skellefteå AIK (Elitserien)       |
| 16   | Nick Stajduhar   | Canada      | Oilers d'Edmonton      | Knights de London (OHL)           |
| 17   | Jason Allison    | Canada      | Capitals de Washington | Knights de London (OHL)           |
| 18   | Jesper Mattsson  | Suède       | Flames de Calgary      | Malmö IF (Elitserien)             |
| 19   | Landon Wilson    | États-Unis  | Maple Leafs de Toronto | Fighting Saints de Dubuque (USHL) |
| 20   | Mike Wilson (en) | Canada      | Canucks de Vancouver   | Wolves de Sudbury (OHL)           |
| 21   | Saku Koivu       | Finlande    | Canadiens de Montréal  | TPS Turku (SM-liiga)              |
| 22   | Anders Eriksson  | Suède       | Red Wings de Détroit   | MODO hockey (Elitserien)          |
| 23   | Todd Bertuzzi    | Canada      | Islanders de New York  | Storm de Guelph (OHL)             |
| 24   | Éric Lecompte    | Canada      | Blackhawks de Chicago  | Olympiques de Hull (LHJMQ)        |
| 25   | Kevyn Adams      | États-Unis  | Bruins de Boston       | Redhawks de Miami (NCAA)          |
| 26   | Stefan Bergkvist | Suède       | Penguins de Pittsburgh | Leksands IF (Elitserien)          |

### 2etour
| Rang | Joueur              | Nationalité        | Équipe LNH             | Repêché de                        |
| ---- | ------------------- | ------------------ | ---------------------- | --------------------------------- |
| 27   | Radim Bičánek       | République tchèque | Sénateurs d'Ottawa     | Dukla Jihlava (Extraliga)         |
| 28   | Shean Donovan       | Canada             | Sharks de San José     | 67 d'Ottawa (OHL)                 |
| 29   | Tyler Moss          | Canada             | Lightning de Tampa Bay | Frontenacs de Kingston (OHL)      |
| 30   | Nikolaï Tsoulyguine | Russie             | Mighty Ducks d'Anaheim | Salavat Ioulaïev Oufa (Superliga) |
| 31   | Scott Langkow       | Canada             | Jets de Winnipeg       | Winter Hawks de Portland (WHL)    |
| 32   | Jay Pandolfo        | États-Unis         | Devils du New Jersey   | Terriers de Boston (NCAA)         |
| 33   | David Výborný       | République tchèque | Oilers d'Edmonton      | HC Sparta Prague (Extraliga)      |
| 34   | Lee Sorochan        | Canada             | Rangers de New York    | Hurricanes de Lethbridge (WHL)    |
| 35   | Jamie Langenbrunner | États-Unis         | Stars de Dallas        | Cloquet H.S. (Minn.)              |
| 36   | Janne Niinimaa      | Finlande           | Flyers de Philadelphie | Kärpät Oulu (FinD1)               |
| 37   | Maksim Bets         | Russie             | Blues de Saint-Louis   | Chiefs de Spokane (WHL)           |
| 38   | Denis Tsygourov     | Russie             | Sabres de Buffalo      | Lada Togliatti (Superliga)        |
| 39   | Brendan Morrison    | Canada             | Devils du New Jersey   | Panthers de Penticton (BCJHL)     |
| 40   | Bryan McCabe        | Canada             | Islanders de New York  | Chiefs de Spokane (WHL)           |
| 41   | Kevin Weekes        | Canada             | Panthers de la Floride | Attack d'Owen Sound (OHL)         |
| 42   | Shayne Toporowski   | Canada             | Kings de Los Angeles   | Raiders de Prince Albert (WHL)    |
| 43   | Alekseï Boudaïev    | Russie             | Jets de Winnipeg       | Kristall Elektrostal (Superliga)  |
| 44   | Jamie Allison       | Canada             | Flames de Calgary      | Red Wings Junior de Détroit (OHL) |
| 45   | Vlastimil Kroupa    | République tchèque | Sharks de San José     | Litvinov Chemopetrol (Extraliga)  |
| 46   | Rick Girard         | Canada             | Canucks de Vancouver   | Broncos de Swift Current (WHL)    |
| 47   | Rory Fitzpatrick    | États-Unis         | Canadiens de Montréal  | Wolves de Sudbury (OHL)           |
| 48   | Jonathan Coleman    | États-Unis         | Red Wings de Détroit   | Académie Phillips (Mass.)         |
| 49   | Ashley Buckberger   | Canada             | Nordiques de Québec    | Broncos de Swift Current (WHL)    |
| 50   | Eric Manlow         | Canada             | Blackhawks de Chicago  | Rangers de Kitchener (OHL)        |
| 51   | Matt Alvey          | États-Unis         | Bruins de Boston       | Olympics de Springfield (NEJHL)   |
| 52   | Domenic Pittis      | Canada             | Penguins de Pittsburgh | Hurricanes de Lethbridge (WHL)    |

### 3etour
| Rang | Joueur                  | Nationalité        | Équipe LNH             | Repêché de                            |
| ---- | ----------------------- | ------------------ | ---------------------- | ------------------------------------- |
| 53   | Patrick Charbonneau     | Canada             | Sénateurs d'Ottawa     | Tigres de Victoriaville (LHJMQ)       |
| 54   | Bogdan Savenko          | Ukraine            | Blackhawks de Chicago  | Otters d'Érié (OHL)                   |
| 55   | Allan Egeland           | Canada             | Lightning de Tampa Bay | Rockes de Tacoma (WHL)                |
| 56   | Valeri Karpov           | Russie             | Mighty Ducks d'Anaheim | Traktor Tcheliabinsk (Superliga)      |
| 57   | Chris Armstrong         | Canada             | Panthers de la Floride | Warriors de Moose Jaw (WHL)           |
| 58   | Ville Peltonen          | Finlande           | Sharks de San José     | HIFK (SM-liiga)                       |
| 59   | Kevin Paden             | États-Unis         | Oilers d'Edmonton      | Red Wings Junior de Détroit (OHL)     |
| 60   | Aleksandrs Kerčs        | Lettonie           | Oilers d'Edmonton      | Dynamo Riga (Lettonie)                |
| 61   | Maksim Galanov          | Russie             | Rangers de New York    | Lada Togliatti (Superliga)            |
| 62   | David Roche             | Canada             | Penguins de Pittsburgh | Petes de Peterborough (OHL)           |
| 63   | Jamie Rivers            | Canada             | Blues de Saint-Louis   | Wolves de Sudbury (OHL)               |
| 64   | Ethan Philpott          | États-Unis         | Sabres de Buffalo      | Académie Phillips (Mass.)             |
| 65   | Krzysztof Oliwa         | Pologne            | Devils du New Jersey   | Cougars de Welland (Jr. B)            |
| 66   | Vladimir Tchebatourkine | Russie             | Islanders de New York  | Kristall Elektrostal (Superliga)      |
| 67   | Mikael Tjällden         | Suède              | Panthers de la Floride | MODO Hockey Ornskoldsvik (Elitserien) |
| 68   | Jeffrey Mitchell        | États-Unis         | Kings de Los Angeles   | Red Wings Junior de Détroit (OHL)     |
| 69   | Patrick Boileau         | Canada             | Capitals de Washington | Titan de Laval (LHJMQ)                |
| 70   | Dan Tompkins            | États-Unis         | Flames de Calgary      | Lancers d'Omaha (USHL)                |
| 71   | Václav Prospal          | République tchèque | Flyers de Philadelphie | HC České Budějovice (Extraliga)       |
| 72   | Marek Malík             | République tchèque | Whalers de Hartford    | HC Vítkovice (Extraliga)              |
| 73   | Sébastien Bordeleau     | Canada             | Canadiens de Montréal  | Olympiques de Hull (LHJMQ)            |
| 74   | Kevin Hilton            | États-Unis         | Red Wings de Détroit   | Wolverines du Michigan (NCAA)         |
| 75   | Billy Pierce            | États-Unis         | Nordiques de Québec    | Lawrence H.S. (Mass.)                 |
| 76   | Ryan Huska              | Canada             | Blackhawks de Chicago  | Blazers de Kamloops (WHL)             |
| 77   | Miloš Holaň             | République tchèque | Flyers de Philadelphie | HC Vítkovice (1.liga)                 |
| 78   | Steve Washburn          | Canada             | Panthers de la Floride | 67 d'Ottawa (OHL)                     |

### 4etour
| Rang | Joueur              | Nationalité        | Équipe LNH             | Repêché de                         |
| ---- | ------------------- | ------------------ | ---------------------- | ---------------------------------- |
| 79   | Rouslan Batyrchine  | Russie             | Jets de Winnipeg       | HK Dinamo Moscou (Superliga)       |
| 80   | Aleksandr Osadchy   | Ukraine            | Sharks de San José     | HK CSKA Moscou (Superliga)         |
| 81   | Marián Kacíř        | République tchèque | Lightning de Tampa Bay | Attack d'Owen Sound (OHL)          |
| 82   | Joel Gagnon         | Canada             | Mighty Ducks d'Anaheim | Generals d'Oshawa (OHL)            |
| 83   | Bill McCauley       | États-Unis         | Panthers de la Floride | Red Wings Junior de Détroit (OHL)  |
| 84   | Trevor Roenick      | États-Unis         | Whalers de Hartford    | Bruins de Boston Junior (NEJHL)    |
| 85   | Adam Wiesel         | États-Unis         | Canadiens de Montréal  | Olympics de Springfield (NEJHL)    |
| 86   | Sergei Olympiev     | Russie             | Rangers de New York    | Dynamo Minsk (Superliga)           |
| 87   | Chad Lang           | Canada             | Stars de Dallas        | Petes de Peterborough (OHL)        |
| 88   | Charles Paquette    | Canada             | Bruins de Boston       | Faucons de Sherbrooke (LHJMQ)      |
| 89   | Jamal Mayers        | Canada             | Blues de Saint-Louis   | Broncos de Western Michigan (NCAA) |
| 90   | Éric Dazé           | Canada             | Blackhawks de Chicago  | Harfangs de Beauport (LHJMQ)       |
| 91   | Cosmo Dupaul        | Canada             | Sénateurs d'Ottawa     | Tigres de Victoriaville (LHJMQ)    |
| 92   | Warren Luhning      | Canada             | Islanders de New York  | Royals de Calgary (AJHL)           |
| 93   | Ravil Gousmanov     | Russie             | Jets de Winnipeg       | Traktor Tcheliabinsk (Superliga)   |
| 94   | Bob Wren            | Canada             | Kings de Los Angeles   | Red Wings Junior de Détroit (OHL)  |
| 95   | Jason Smith         | Canada             | Flames de Calgary      | Tigers de Princeton (NCAA)         |
| 96   | Marty Murray        | Canada             | Flames de Calgary      | Wheat Kings de Brandon (WHL)       |
| 97   | John Jakopin        | Canada             | Red Wings de Détroit   | St. Michael's H.S. (MTJHL)         |
| 98   | Dieter Kochan       | Canada             | Canucks de Vancouver   | Spartans de Kelowna (BCJHL)        |
| 99   | Jean-François Houle | Canada             | Canadiens de Montréal  | Northwood Prep (N.Y.)              |
| 100  | Benoit Larose       | Canada             | Red Wings de Détroit   | Titan de Laval (LHJMQ)             |
| 101  | Ryan Tocher         | Canada             | Nordiques de Québec    | Otters d'Érié (OHL)                |
| 102  | Patrick Pysz        | Pologne            | Blackhawks de Chicago  | Augsburg EV (2.GBun)               |
| 103  | Shawn Bates         | États-Unis         | Bruins de Boston       | Medford H.S. (Mass.)               |
| 104  | Jonas Junkka        | Suède              | Penguins de Pittsburgh | Kiruna (Elitserien)                |

### 5etour
| Rang | Joueur             | Nationalité        | Équipe LNH             | Repêché de                           |
| ---- | ------------------ | ------------------ | ---------------------- | ------------------------------------ |
| 105  | Frédérik Beaubien  | Canada             | Kings de Los Angeles   | Lasers de Saint-Hyacinthe (LHJMQ)    |
| 106  | Andreï Bouschan    | Ukraine            | Sharks de San José     | Kiev Sokol (Superliga)               |
| 107  | Ryan Brown         | Canada             | Lightning de Tampa Bay | Broncos de Swift Current (WHL)       |
| 108  | Mikhaïl Chtalenkov | Russie             | Mighty Ducks d'Anaheim | Admirals de Milwaukee (IHL)          |
| 109  | Todd MacDonald     | Canada             | Panthers de la Floride | Rockes de Tacoma (WHL)               |
| 110  | John Guirestante   | Canada             | Devils du New Jersey   | Knights de London (OHL)              |
| 111  | Miroslav Šatan     | Slovaquie          | Oilers d'Edmonton      | HC Dukla Trenčín (Extraliga)         |
| 112  | Gary Roach         | Canada             | Rangers de New York    | Greyhounds de Sault Ste. Marie (OHL) |
| 113  | Jeff Lank          | Canada             | Canadiens de Montréal  | Raiders de Prince Albert (WHL)       |
| 114  | Vladimir Kretchine | Russie             | Flyers de Philadelphie | Traktor Tcheliabinsk (Superliga)     |
| 115  | Nolan Pratt        | Canada             | Whalers de Hartford    | Winter Hawks de Portland (WHL)       |
| 116  | Richard Safarik    | Slovaquie          | Sabres de Buffalo      | Nitra (Czech.)                       |
| 117  | Jason Saal         | États-Unis         | Kings de Los Angeles   | Red Wings Junior de Détroit (OHL)    |
| 118  | Tommy Salo         | Suède              | Islanders de New York  | Vasteras IK (Elitserien)             |
| 119  | Larry Courville    | Canada             | Jets de Winnipeg       | Royals de Newmarket (OHL)            |
| 120  | Tomáš Vlasák       | République tchèque | Kings de Los Angeles   | Slavia Praha HC                      |
| 121  | Darryl LaFrance    | Canada             | Flames de Calgary      | Generals d'Oshawa (OHL)              |
| 122  | John Emmons        | États-Unis         | Flames de Calgary      | Bulldogs de Yale (NCAA)              |
| 123  | Zdenek Nedved      | République tchèque | Maple Leafs de Toronto | Wolves de Sudbury (OHL)              |
| 124  | Scott Walker       | Canada             | Canucks de Vancouver   | Attack d'Owen Sound (OHL)            |
| 125  | Dion Darling       | Canada             | Canadiens de Montréal  | Chiefs de Spokane (WHL)              |
| 126  | Norm Maracle       | Canada             | Red Wings de Détroit   | Blades de Saskatoon (WHL)            |
| 127  | Anders Myrvold     | Norvège            | Nordiques de Québec    | Farjestads BK Karlstad (Elitserien)  |
| 128  | Jonni Vauhkonen    | Finlande           | Blackhawks de Chicago  | Reipas Lahti (SM-liiga)              |
| 129  | Andreï Sapojnikov  | Russie             | Bruins de Boston       | Traktor Tcheliabinsk (Superliga)     |
| 130  | Chris Kelleher     | États-Unis         | Penguins de Pittsburgh | St. Sebastian's HS (Mass.)           |

### 6etour
| Rang | Joueur             | Nationalité        | Équipe LNH             | Repêché de                           |
| ---- | ------------------ | ------------------ | ---------------------- | ------------------------------------ |
| 131  | Rick Bodkin        | Canada             | Sénateurs d'Ottawa     | Wolves de Sudbury (OHL)              |
| 132  | Petri Varis        | Finlande           | Sharks de San José     | Assat Pori (SM-liiga)                |
| 133  | Kiley Hill         | Canada             | Lightning de Tampa Bay | Greyhounds de Sault Ste. Marie (OHL) |
| 134  | Antti Aalto        | Finlande           | Mighty Ducks d'Anaheim | TPS Turku (SM-liiga)                 |
| 135  | Alain Nasreddine   | Canada             | Panthers de la Floride | Voltigeurs de Drummondville (LHJMQ)  |
| 136  | Rick Mrozik        | États-Unis         | Stars de Dallas        | Cloquet H.S. (Minn.)                 |
| 137  | Nick Checco        | États-Unis         | Nordiques de Québec    | Bloomington Jefferson H.S. (Minn.)   |
| 138  | David Trofimenkoff | Canada             | Rangers de New York    | Hurricanes de Lethbridge (WHL)       |
| 139  | Per Svartvadet     | Suède              | Stars de Dallas        | MODO Hockey (Elitserien)             |
| 140  | Mike Crowley       | États-Unis         | Flyers de Philadelphie | Bloomington Jefferson H.S. (Minn.)   |
| 141  | Todd Kelman        | Canada             | Blues de Saint-Louis   | Lakes de Vernon (BCJHL)              |
| 142  | Kevin Pozzo        | Canada             | Sabres de Buffalo      | Warriors de Moose Jaw (WHL)          |
| 143  | Steve Brulé        | Canada             | Devils du New Jersey   | Lynx de Saint-Jean (LHJMQ)           |
| 144  | Peter Leboutillier | Canada             | Islanders de New York  | Rebels de Red Deer (WHL)             |
| 145  | Michal Grosek      | République tchèque | Jets de Winnipeg       | Zlin ZPS AC (Extraliga)              |
| 146  | Jere Karalahti     | Finlande           | Kings de Los Angeles   | HIFK (SM-liiga)                      |
| 147  | Frank Banham       | Canada             | Capitals de Washington | Blades de Saskatoon (WHL)            |
| 148  | Andreas Karlsson   | Suède              | Flames de Calgary      | Leksands IF (Elitserien)             |
| 149  | Paul Vincent       | États-Unis         | Maple Leafs de Toronto | Académie Cushing (Mass.)             |
| 150  | Troy Creurer       | Canada             | Canucks de Vancouver   | Hounds de Notre Dame (SJHL)          |
| 151  | Darcy Tucker       | Canada             | Canadiens de Montréal  | Blazers de Kamloops (WHL)            |
| 152  | Tim Spitzig        | Canada             | Red Wings de Détroit   | Rangers de Kitchener (OHL)           |
| 153  | Christian Matte    | Canada             | Nordiques de Québec    | Bisons de Granby (LHJMQ)             |
| 154  | Fredrik Oduya      | Suède              | Sharks de San José     | 67 d'Ottawa (OHL)                    |
| 155  | Milt Mastad        | Canada             | Bruins de Boston       | Thunderbirds de Seattle (WHL)        |
| 156  | Patrick Lalime     | Canada             | Penguins de Pittsburgh | Cataractes de Shawinigan (LHJMQ)     |

### 7etour
| Rang | Joueur               | Nationalité | Équipe LNH             | Repêché de                           |
| ---- | -------------------- | ----------- | ---------------------- | ------------------------------------ |
| 157  | Sergueï Politchouk   | Russie      | Sénateurs d'Ottawa     | Krylia Sovetov (Superliga)           |
| 158  | Anatoli Filatov      | Kazakhstan  | Sharks de San José     | Torpedo Oust-Kamenogorsk (Superliga) |
| 159  | Mathieu Raby         | Canada      | Lightning de Tampa Bay | Tigres de Victoriaville (LHJMQ)      |
| 160  | Matt Peterson        | États-Unis  | Mighty Ducks d'Anaheim | Osseo H.S. (Mich.)                   |
| 161  | Trevor Doyle         | Canada      | Panthers de la Floride | Frontenacs de Kingston (OHL)         |
| 162  | Sergueï Kondrachkine | Russie      | Rangers de New York    | Metallourg Tcherepovets (Superliga)  |
| 163  | Aleksandr Jourik     | Russie      | Oilers d'Edmonton      | Dinamo Minsk (Superliga)             |
| 164  | Todd Marchant        | États-Unis  | Rangers de New York    | Golden Knights de Clarkson (NCAA)    |
| 165  | Jeremy Stasiuk       | Canada      | Stars de Dallas        | Chiefs de Spokane (WHL)              |
| 166  | Aaron Israel         | États-Unis  | Flyers de Philadelphie | Crimson d'Harvard (NCAA)             |
| 167  | Mike Buzak           | Canada      | Blues de Saint-Louis   | Wolverines du Michigan (NCAA)        |
| 168  | Sergueï Petrenko     | Ukraine     | Sabres de Buffalo      | HK Dinamo Moscou (Superliga)         |
| 169  | Nikolaï Zavaroukhine | Russie      | Devils du New Jersey   | Salavat Ioulaïev Oufa (Superliga)    |
| 170  | Darren Van Impe      | Canada      | Islanders de New York  | Rebels de Red Deer (WHL)             |
| 171  | Martin Woods         | Canada      | Jets de Winnipeg       | Tigres de Victoriaville (LHJMQ)      |
| 172  | Justin Martin        | États-Unis  | Kings de Los Angeles   | Essex Junction H.S. (Vermont)        |
| 173  | Dan Hendrickson      | États-Unis  | Capitals de Washington | Vulcans de St.-Paul (USHL)           |
| 174  | Andrew Brunette      | Canada      | Capitals de Washington | Attack d'Owen Sound (OHL)            |
| 175  | Jeff Andrews         | Canada      | Maple Leafs de Toronto | Centennials de North Bay (OHL)       |
| 176  | Ievgueni Babariko    | Russie      | Canucks de Vancouver   | Torpedo Nijni Novgorod (Superliga)   |
| 177  | David Ruhly          | États-Unis  | Canadiens de Montréal  | Académie Militaire Culver (Ind.)     |
| 178  | Iouri Iouresko       | Russie      | Red Wings de Détroit   | HK CSKA Moscou (Superliga)           |
| 179  | David Ling           | Canada      | Nordiques de Québec    | Frontenacs de Kingston (OHL)         |
| 180  | Tom White            | États-Unis  | Blackhawks de Chicago  | Westminster H.S. (Conn.)             |
| 181  | Ryan Golden          | États-Unis  | Bruins de Boston       | Reading H.S. (Mass.)                 |
| 182  | Sean Selmser         | Canada      | Penguins de Pittsburgh | Rebels de Red Deer (WHL)             |

### 8etour
| Rang | Joueur            | Nationalité        | Équipe LNH             | Repêché de                              |
| ---- | ----------------- | ------------------ | ---------------------- | --------------------------------------- |
| 183  | Jason Disher      | Canada             | Sénateurs d'Ottawa     | Frontenacs de Kingston (OHL)            |
| 184  | Todd Holt         | Canada             | Sharks de San José     | Broncos de Swift Current (WHL)          |
| 185  | Ryan Nauss        | Canada             | Lightning de Tampa Bay | Petes de Peterborough (OHL)             |
| 186  | Tom Askey         | États-Unis         | Mighty Ducks d'Anaheim | Buckeyes d'Ohio State (NCAA)            |
| 187  | Briane Thompson   | Canada             | Panthers de la Floride | Greyhounds de Sault Ste. Marie (OHL)    |
| 188  | Manny Legace      | Canada             | Whalers de Hartford    | Otters d'Érié (OHL)                     |
| 189  | Martin Bakula     | République tchèque | Oilers d'Edmonton      | Aces d'Alaska-Anchorage (NCAA)          |
| 190  | Eddy Campbell     | États-Unis         | Rangers de New York    | Lancers d'Omaha (USHL)                  |
| 191  | Rob Lurtsema      | États-Unis         | Stars de Dallas        | Burnsville H.S. (Minn.)                 |
| 192  | Paul Healey       | Canada             | Flyers de Philadelphie | Raiders de Prince Albert (WHL)          |
| 193  | Eric Boguniecki   | États-Unis         | Blues de Saint-Louis   | Westminster H.S. (Conn.)                |
| 194  | Mike Barrie       | Canada             | Sabres de Buffalo      | Cougars de Victoria (WHL)               |
| 195  | Thom Cullen       | Canada             | Devils du New Jersey   | Wexford (MTJHL)                         |
| 196  | Rod Hinks         | Canada             | Islanders de New York  | Wolves de Sudbury (OHL)                 |
| 197  | Adrian Murray     | Canada             | Jets de Winnipeg       | Royals de Newmarket (OHL)               |
| 198  | Travis Dillabough | Canada             | Kings de Los Angeles   | Équipe Jr. B de Wexford (MTJHL)         |
| 199  | Joel Poirier      | Canada             | Capitals de Washington | Wolves de Sudbury (OHL)                 |
| 200  | Derek Sylvester   | États-Unis         | Flames de Calgary      | Otters d'Érié (OHL)                     |
| 201  | David Brumby      | Canada             | Maple Leafs de Toronto | Americans de Tri-City (WHL)             |
| 202  | Sean Tallaire     | Canada             | Canucks de Vancouver   | Lakers de Lake Superior State (NCAA)    |
| 203  | Alan Letang       | Canada             | Canadiens de Montréal  | Royals de Newmarket (OHL)               |
| 204  | Vitezslav Skuta   | République tchèque | Red Wings de Détroit   | Vitkovice HC (Extraliga)                |
| 205  | Petr Franěk       | République tchèque | Nordiques de Québec    | HC Chemopetrol Litvínov (Extraliga jr.) |
| 206  | Sergei Petrov     | Russie             | Blackhawks de Chicago  | Cloquet H.S. (Minn.)                    |
| 207  | Hal Gill          | États-Unis         | Bruins de Boston       | Nashoba H.S. (Okla.)                    |
| 208  | Larry McMorran    | Canada             | Penguins de Pittsburgh | Thunderbirds de Seattle (WHL)           |

### 9etour
| Rang | Joueur            | Nationalité | Équipe LNH             | Repêché de                            |
| ---- | ----------------- | ----------- | ---------------------- | ------------------------------------- |
| 209  | Toby Kvalevog     | États-Unis  | Sénateurs d'Ottawa     | Bemidji H.S. (Minn.)                  |
| 210  | Jonas Forsberg    | Suède       | Sharks de San José     | Djurgardens IF Stockholm (Elitserien) |
| 211  | Alexandre LaPorte | Canada      | Lightning de Tampa Bay | Tigres de Victoriaville (LHJMQ)       |
| 212  | Vitali Kozel      | Biélorussie | Mighty Ducks d'Anaheim | Novops (Superliga)                    |
| 213  | Chad Cabana       | Canada      | Panthers de la Floride | Americans de Tri-City (WHL)           |
| 214  | Dmitri Gorenko    | Russie      | Whalers de Hartford    | CSKA Moscou (Superliga)               |
| 215  | Brad Norton       | États-Unis  | Oilers d'Edmonton      | Académie Cushing (Mass)               |
| 216  | Ken Shepard       | Canada      | Rangers de New York    | Generals d'Oshawa (OHL)               |
| 217  | Vladimir Potapov  | Russie      | Jets de Winnipeg       | Kristall Elektostal (Superliga)       |
| 218  | Tripp Tracy       | États-Unis  | Flyers de Philadelphie | Crimson d'Harvard (NCAA)              |
| 219  | Mike Grier        | États-Unis  | Blues de Saint-Louis   | St. Sebastian's HS (Mass.)            |
| 220  | Barrie Moore      | Canada      | Sabres de Buffalo      | Wolves de Sudbury (OHL)               |
| 221  | Judd Lambert      | Canada      | Devils du New Jersey   | Chiefs de Chilliwack (BCJHL)          |
| 222  | Daniel Johansson  | Suède       | Islanders de New York  | Rögle BK Angelholm (Elitserien)       |
| 223  | Ilia Stachenkov   | Russie      | Jets de Winnipeg       | Krylia Sovetov (Superliga)            |
| 224  | Martin Strbak     | Slovaquie   | Kings de Los Angeles   | Presov VTJ HK                         |
| 225  | Jason Gladney     | Canada      | Capitals de Washington | Rangers de Kitchener (OHL)            |
| 226  | E.J. Bradley      | États-Unis  | Flyers de Philadelphie | Académie Tabor (Mass.)                |
| 227  | Pavol Demitra     | Slovaquie   | Sénateurs d'Ottawa     | HC Dukla Trenčín (Extraliga)          |
| 228  | Harijs Vītoliņš   | Lettonie    | Jets de Winnipeg       | HC Coire (LNA)                        |
| 229  | Alex Duchesne     | Canada      | Canadiens de Montréal  | Voltigeurs de Drummondville (LHJMQ)   |
| 230  | Ryan Shanahan     | États-Unis  | Red Wings de Détroit   | Wolves de Sudbury (OHL)               |
| 231  | Vincent Auger     | Canada      | Nordiques de Québec    | Hawkesbury (CJHL)                     |
| 232  | Mike Rusk         | Canada      | Blackhawks de Chicago  | Storm de Guelph (OHL)                 |
| 233  | Joel Prpic        | Canada      | Bruins de Boston       | Black Hawks de Waterloo (USHL)        |
| 234  | Tim Harberts      | États-Unis  | Penguins de Pittsburgh | Wayzata H.S. (Minn.)                  |

### 10etour
| Rang | Joueur             | Nationalité        | Équipe LNH             | Repêché de                       |
| ---- | ------------------ | ------------------ | ---------------------- | -------------------------------- |
| 235  | Rick Schuhwerk     | États-Unis         | Sénateurs d'Ottawa     | Canterbury H.S. (Conn.)          |
| 236  | Jeff Salajko       | Canada             | Sharks de San José     | 67 d'Ottawa (OHL)                |
| 237  | Brett Duncan       | Canada             | Lightning de Tampa Bay | Thunderbirds de Seattle (WHL)    |
| 238  | Anatoli Fedotov    | Russie             | Mighty Ducks d'Anaheim | Krylia Sovetov (Superliga)       |
| 239  | John Demarco       | États-Unis         | Panthers de la Floride | Archbishop Williams H.S. (Mass.) |
| 240  | Wes Swinson        | Canada             | Whalers de Hartford    | Rangers de Kitchener (OHL)       |
| 241  | Oleg Maltsev       | Russie             | Oilers d'Edmonton      | Traktor Tcheliabinsk (Superliga) |
| 242  | Andrei Kudinov     | Russie             | Rangers de New York    | Traktor Tcheliabinsk (Superliga) |
| 243  | Jordan Willis      | Canada             | Stars de Dallas        | Knights de London (OHL)          |
| 244  | Jeff Staples       | Canada             | Flyers de Philadelphie | Wheat Kings de Brandon (WHL)     |
| 245  | Libor Procházka    | République tchèque | Blues de Saint-Louis   | HC Kladno Poldi (Extraliga)      |
| 246  | Chris Davis        | Canada             | Sabres de Buffalo      | Royals de Calgary (AJHL)         |
| 247  | Jimmy Provencher   | Canada             | Devils du New Jersey   | Lynx de Saint-Jean (LHJMQ)       |
| 248  | Stephane Larocque  | Canada             | Islanders de New York  | Faucons de Sherbrooke (LHJMQ)    |
| 249  | Bill Lang          | Canada             | Stars de Dallas        | Centennials de North Bay (OHL)   |
| 250  | Kimmo Timonen      | Finlande           | Kings de Los Angeles   | KalPa Kuopio (SM-liiga)          |
| 251  | Marc Seliger       | Allemagne          | Capitals de Washington | Starbulls Rosenheim (DEL)        |
| 252  | German Titov       | Russie             | Flames de Calgary      | TPS Turku (SM-liiga)             |
| 253  | Kyle Ferguson      | Canada             | Maple Leafs de Toronto | Huskies de Michigan Tech (NCAA)  |
| 254  | Bert Robertsson    | Suède              | Canucks de Vancouver   | Södertälje SK (Elitserien)       |
| 255  | Brian Larochelle   | États-Unis         | Canadiens de Montréal  | Académie Phillips-Exeter (N.H.)  |
| 256  | Jamie Kosecki      | États-Unis         | Red Wings de Détroit   | Berkshire HS (Mass.)             |
| 257  | Mark Pivetz        | Canada             | Nordiques de Québec    | Saskatoon (SJHL)                 |
| 258  | Mike McGhan        | Canada             | Blackhawks de Chicago  | Raiders de Prince Albert (WHL)   |
| 259  | Joakim Persson     | Suède              | Bruins de Boston       | Hammarby IF (Elitserien)         |
| 260  | Leonid Toropchenko | Russie             | Penguins de Pittsburgh | Indians de Springfield (LAH)     |

### 11etour
| Rang | Joueur             | Nationalité | Équipe LNH             | Repêché de                            |
| ---- | ------------------ | ----------- | ---------------------- | ------------------------------------- |
| 261  | Pavel Komarov      | Russie      | Rangers de New York    | Torpedo Nijni Novgorod (Superliga)    |
| 262  | Jamie Matthews     | Canada      | Sharks de San José     | Wolves de Sudbury (OHL)               |
| 263  | Mark Szoke         | Canada      | Lightning de Tampa Bay | Hurricanes de Lethbridge (WHL)        |
| 264  | David Penney       | États-Unis  | Mighty Ducks d'Anaheim | Worcester H.S. (Mass.)                |
| 265  | Eric Montreuil     | Canada      | Panthers de la Floride | Saguenéens de Chicoutimi (LHJMQ)      |
| 266  | Igor Tchibirev     | Ukraine     | Whalers de Hartford    | Komets de Fort Wayne (IHL)            |
| 267  | Ilia Biakine       | Russie      | Oilers d'Edmonton      | Landshut EV (DEL)                     |
| 268  | Maxim Smelnitsky   | Russie      | Rangers de New York    | Traktor Tcheliabinsk (Superliga)      |
| 269  | Cory Peterson      | États-Unis  | Stars de Dallas        | Bloomington Jefferson H.S. (Minn.)    |
| 270  | Kenneth Hemenway   | États-Unis  | Flyers de Philadelphie | All-stars d'Alaska (Midget)           |
| 271  | Alex Vasilevsky    | Ukraine     | Blues de Saint-Louis   | Cougars de Victoria (LHOu)            |
| 272  | Scott Nichol       | Canada      | Sabres de Buffalo      | Winter Hawks de Portland (WHL)        |
| 273  | Michael Legg       | Canada      | Devils du New Jersey   | London (MOJHL)                        |
| 274  | Carl Charland      | Canada      | Islanders de New York  | Olympiques de Hull (LHJMQ)            |
| 275  | Christer Olsson    | Suède       | Blues de Saint-Louis   | Brynäs IF (Elitserien)                |
| 276  | Patrick Howald     | Suisse      | Kings de Los Angeles   | HC Lugano (LNA)                       |
| 277  | Dany Bousquet      | Canada      | Capitals de Washington | Panthers de Penticton (BCJHL)         |
| 278  | Burke Murphy       | Canada      | Flames de Calgary      | Saints de St. Lawrence (NCAA)         |
| 279  | Mikhaïl Lapine     | Russie      | Maple Leafs de Toronto | Broncos de Western Michigan (NCAA)    |
| 280  | Sergueï Tkatchenko | Ukraine     | Canucks de Vancouver   | Canucks de Hamilton (AHL)             |
| 281  | Russ Guzior        | États-Unis  | Canadiens de Montréal  | Académie militaire Culver (Ind.)      |
| 282  | Gordon Hunt        | États-Unis  | Red Wings de Détroit   | Compuware de Détroit (NAHL)           |
| 283  | John Hillman       | États-Unis  | Nordiques de Québec    | Vulcans de St.-Paul (USHL)            |
| 284  | Tom Noble          | États-Unis  | Blackhawks de Chicago  | Catholic Memorial H.S. (Mass.)        |
| 285  | Russell Hewson     | Canada      | Jets de Winnipeg       | Broncos de Swift Current (WHL)        |
| 286  | Hans Jonsson       | Suède       | Penguins de Pittsburgh | Modo Hockey Ornskoldsvik (Elitserien) |

## Repêchage supplémentaire
| Rang | Joueur          | Nationalité | Équipe LNH             | Repêché de                              |
| ---- | --------------- | ----------- | ---------------------- | --------------------------------------- |
| 1    | Eric Flinton    | Canada      | Sénateurs d'Ottawa     | Wildcats du New Hampshire (NCAA)        |
| 2    | Dean Sylvester  | États-Unis  | Sharks de San José     | Université de Kent State (NCAA)         |
| 3    | Brent Peterson  | Canada      | Lightning de Tampa Bay | Huskies de Michigan Tech (NCAA)         |
| 4    | Chris Imes      | États-Unis  | Panthers de la Floride | Black Bears du Maine (NCAA)             |
| 5    | Pat Thompson    | Canada      | Mighty Ducks d'Anaheim | Bears de Brown (NCAA)                   |
| 6    | Kent Fearns     | Canada      | Whalers de Hartford    | Tigers de Colorado College (NCAA)       |
| 7    | Brett Abel      | États-Unis  | Oilers d'Edmonton      | Wildcats du New Hampshire (NCAA)        |
| 8    | Wayne Strachan  | Canada      | Rangers de New York    | Lakers de Lake Superior State (NCAA)    |
| 9    | Jacques Joubert | États-Unis  | Stars de Dallas        | Terriers de Boston (NCAA)               |
| 10   | Shannon Finn    | Canada      | Flyers de Philadelphie | Université de l'Illinois-Chicago (NCAA) |